# Том Холандер
Томас Ентони Холандер (енгл. Thomas Anthony Hollander; рођен 25. августа 1967. у Бристолу), енглески је глумац, сценариста, продуцент.
Познат је по улогама у филмовима Пирати са Кариба: Тајна шкриње, Пирати са Кариба: На крају света, где је глумио поквареног лорда Катлера Бекета, онда Енигма, Госфорд парк, Гордост и предрасуда, Добра година, Хана, Невидљива жена, Боемска рапсодија, Кингсман: Почетак и серији Ноћни менаџер.